# Daucus pusillus
Daucus pusillus är en flockblommig växtart som beskrevs av André Michaux. Daucus pusillus ingår i släktet morötter, och familjen flockblommiga växter. Inga underarter finns listade i Catalogue of Life.

## Bildgalleri

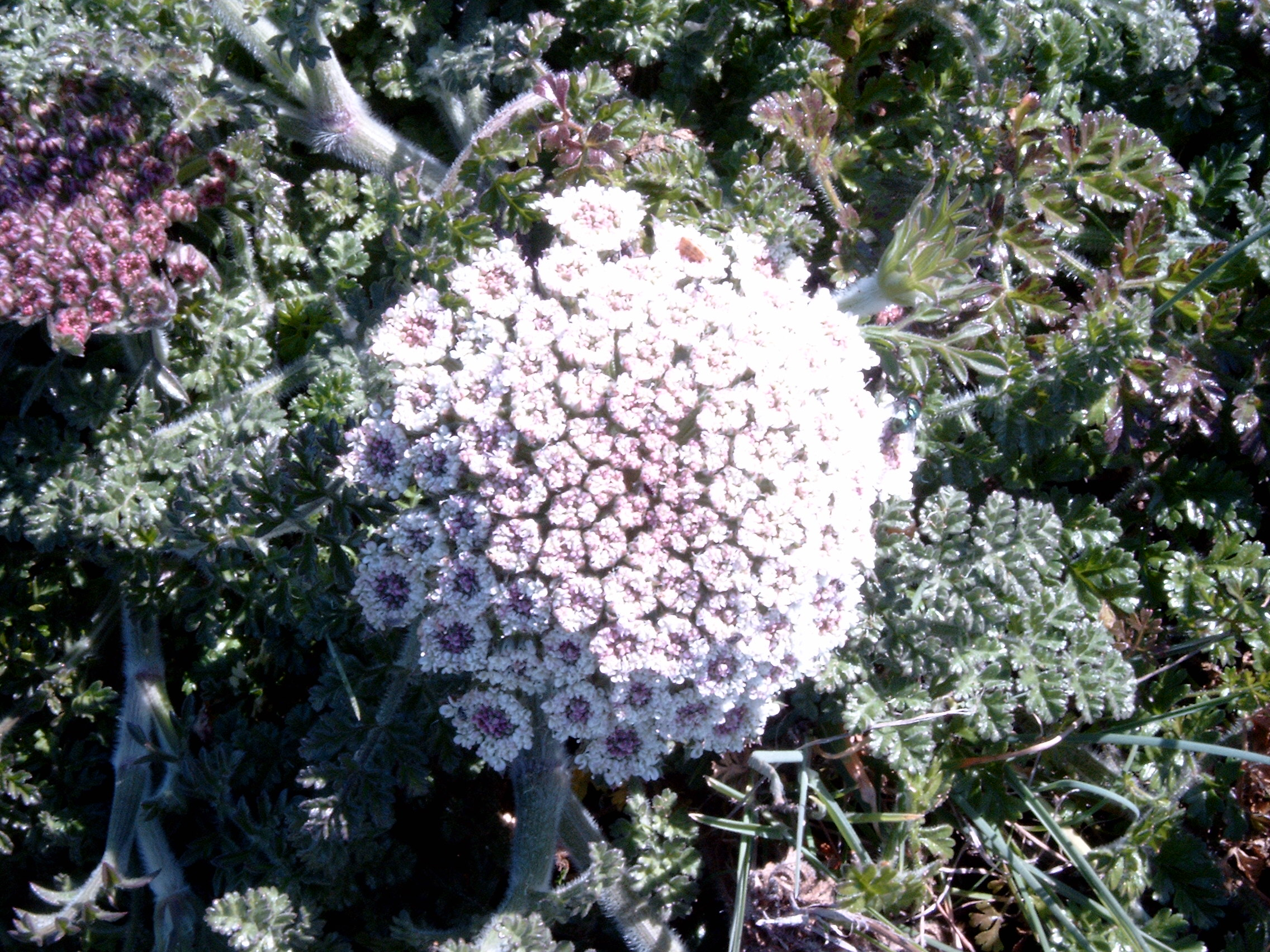
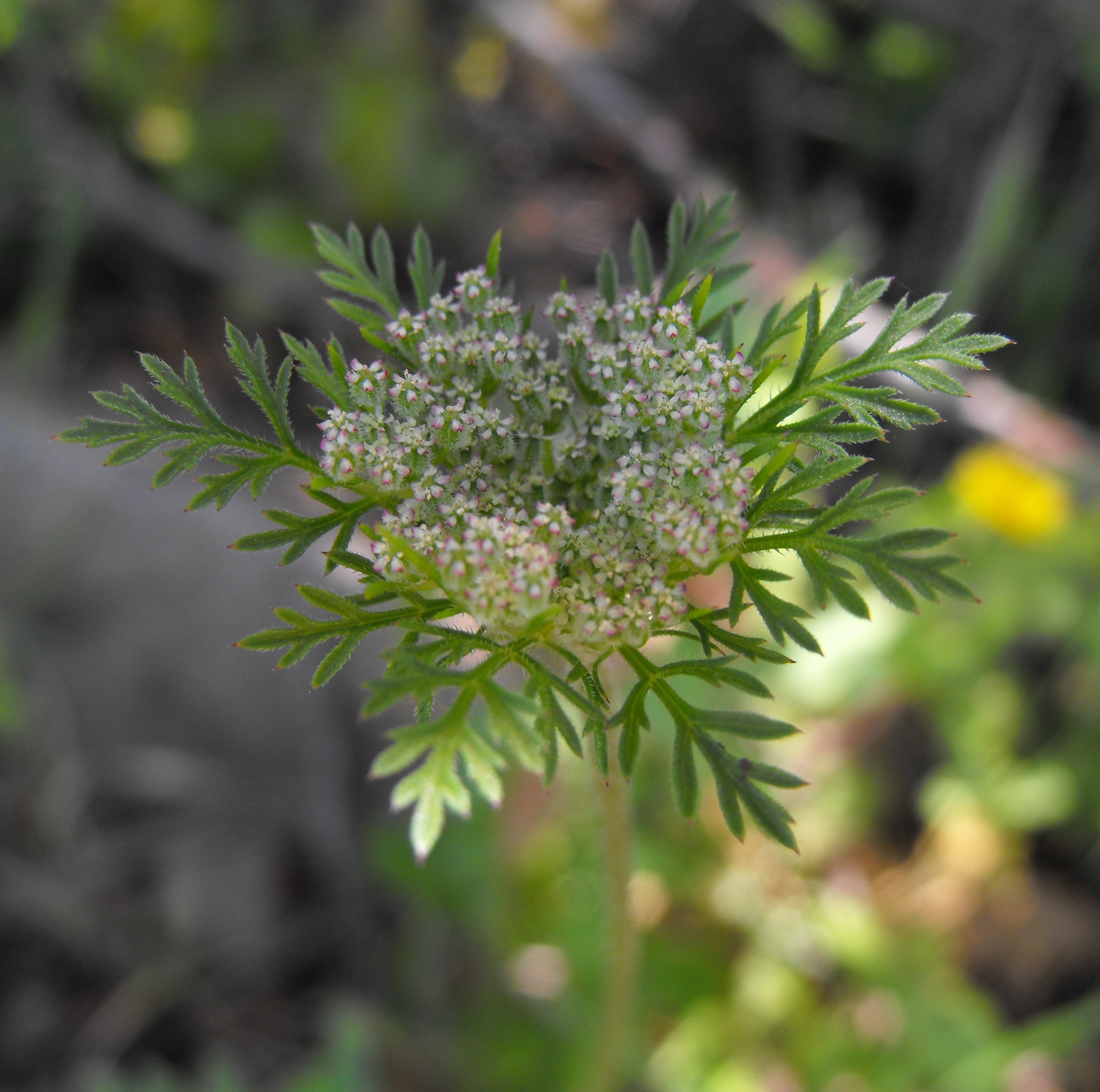
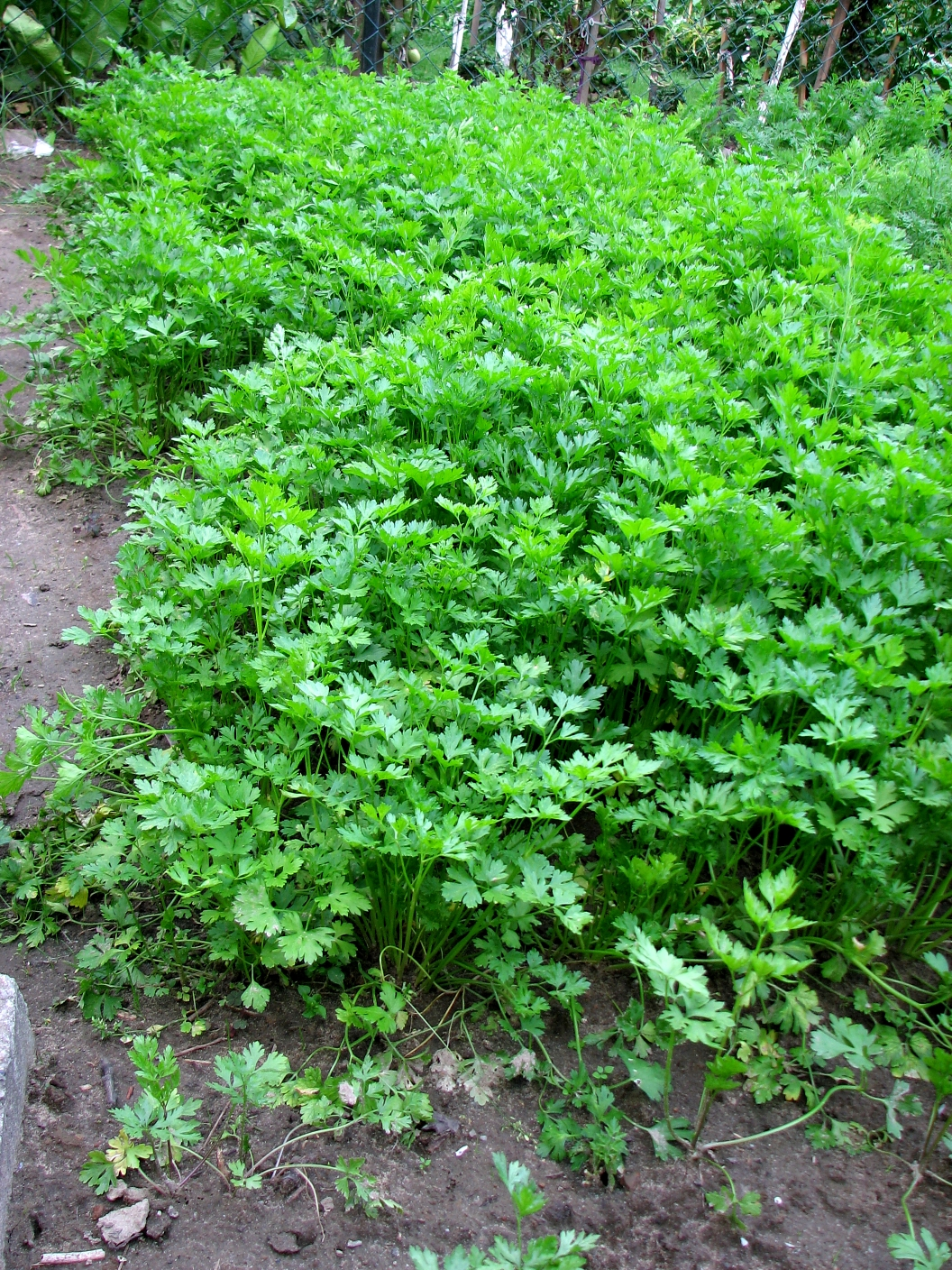
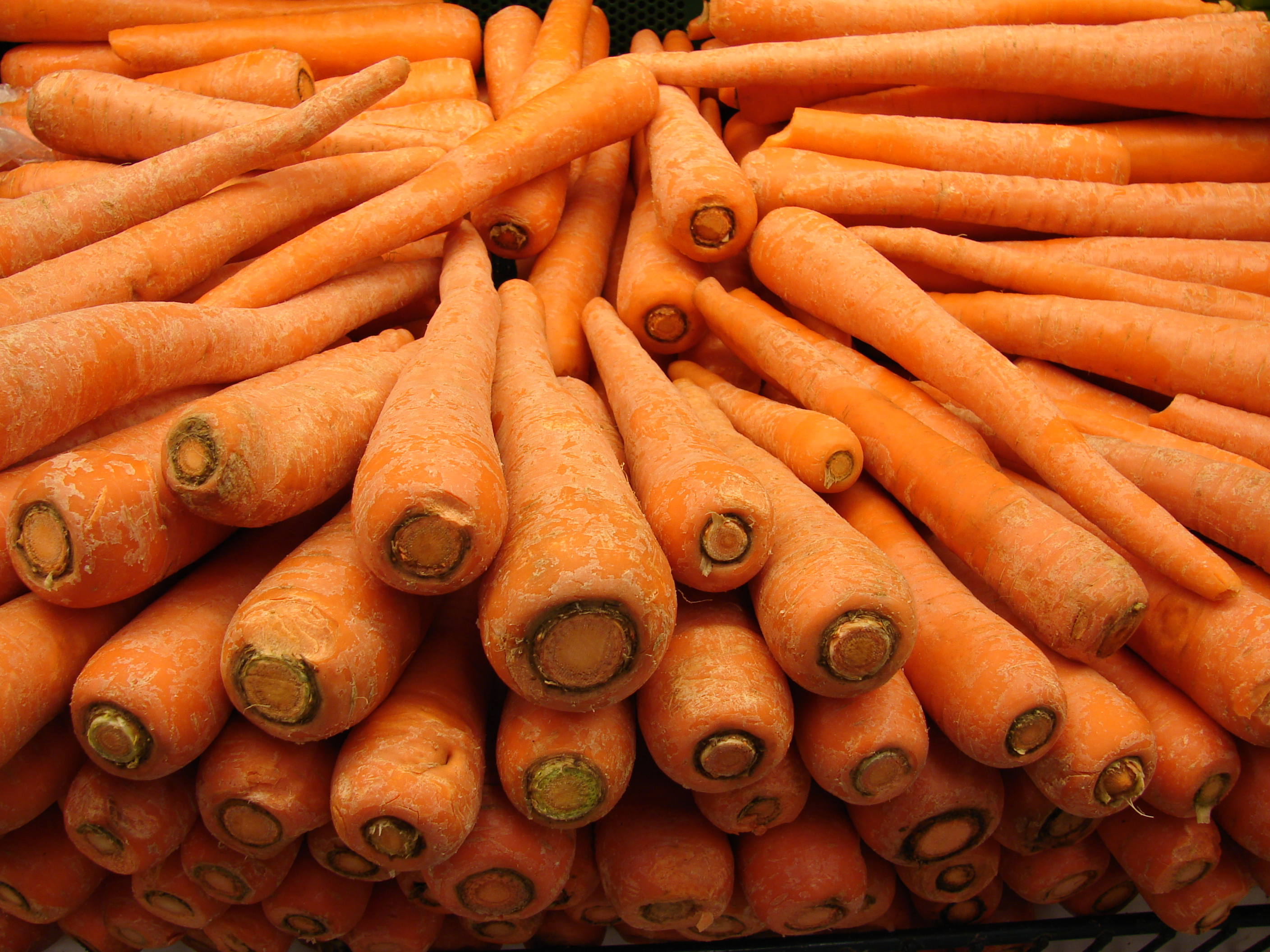
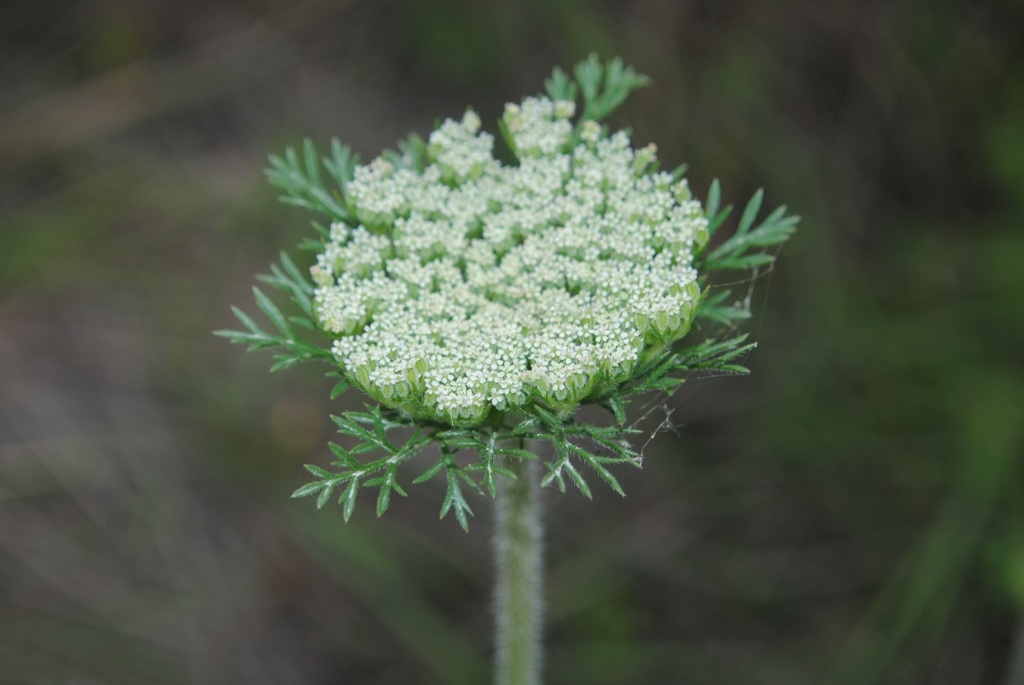
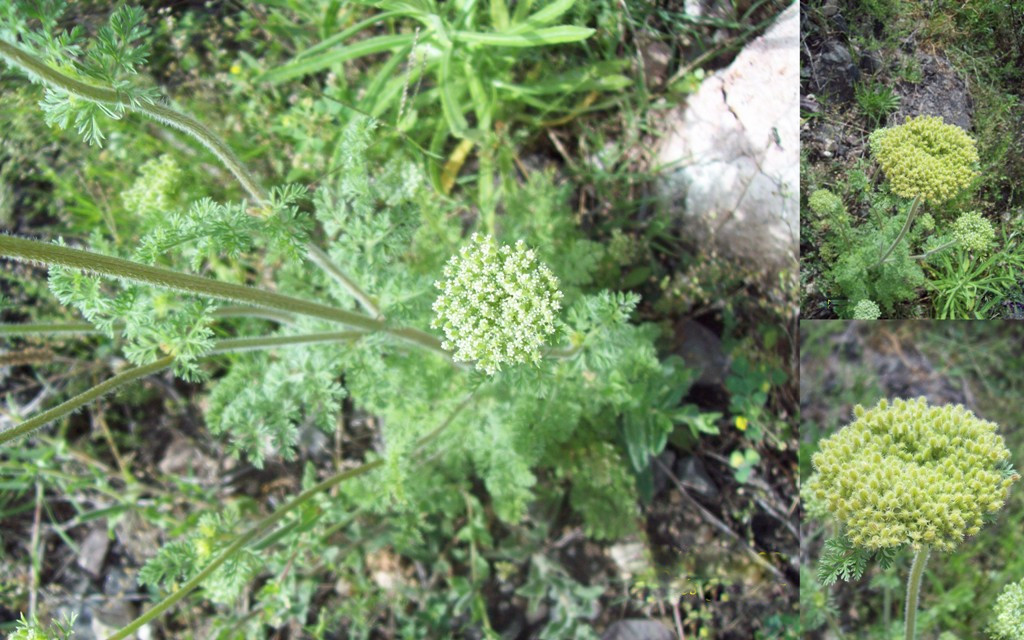